# 米尔河畔哈斯拉赫
米尔河畔哈斯拉赫是奥地利上奥地利州罗尔巴赫县的一个市镇。总面积12平方公里，总人口2584人，人口密度215.3人/平方公里（2005年）。